# Gråens naturreservat
Gråens naturreservat är ett naturreservat som ligger på norra delen av ön Gråen i Landskrona kommun i Skåne län.
Området är naturskyddat sedan 1952 och är 27 hektar stort. Reservatet utgör naturen med dammar och vallgravar på den norra delen av den konstgjorda ön.